# Salza Irpina
Salza Irpina é uma comuna italiana da região da Campania, província de Avellino, com cerca de 797 habitantes. Estende-se por uma área de 4 km², tendo uma densidade populacional de 199 hab/km². Faz fronteira com Chiusano di San Domenico, Parolise, San Potito Ultra, Sorbo Serpico, Volturara Irpina.

## Demografia
| Variação demográfica do município entre 1861 e 2011                               |
|                                                                                   |
| Fonte: Istituto Nazionale di Statistica (ISTAT) - Elaboração gráfica da Wikipedia |